# Orangenrauten
Die Orangenrauten (Murraya) sind eine Pflanzengattung in der Familie der Rautengewächse (Rutaceae).

## Beschreibung

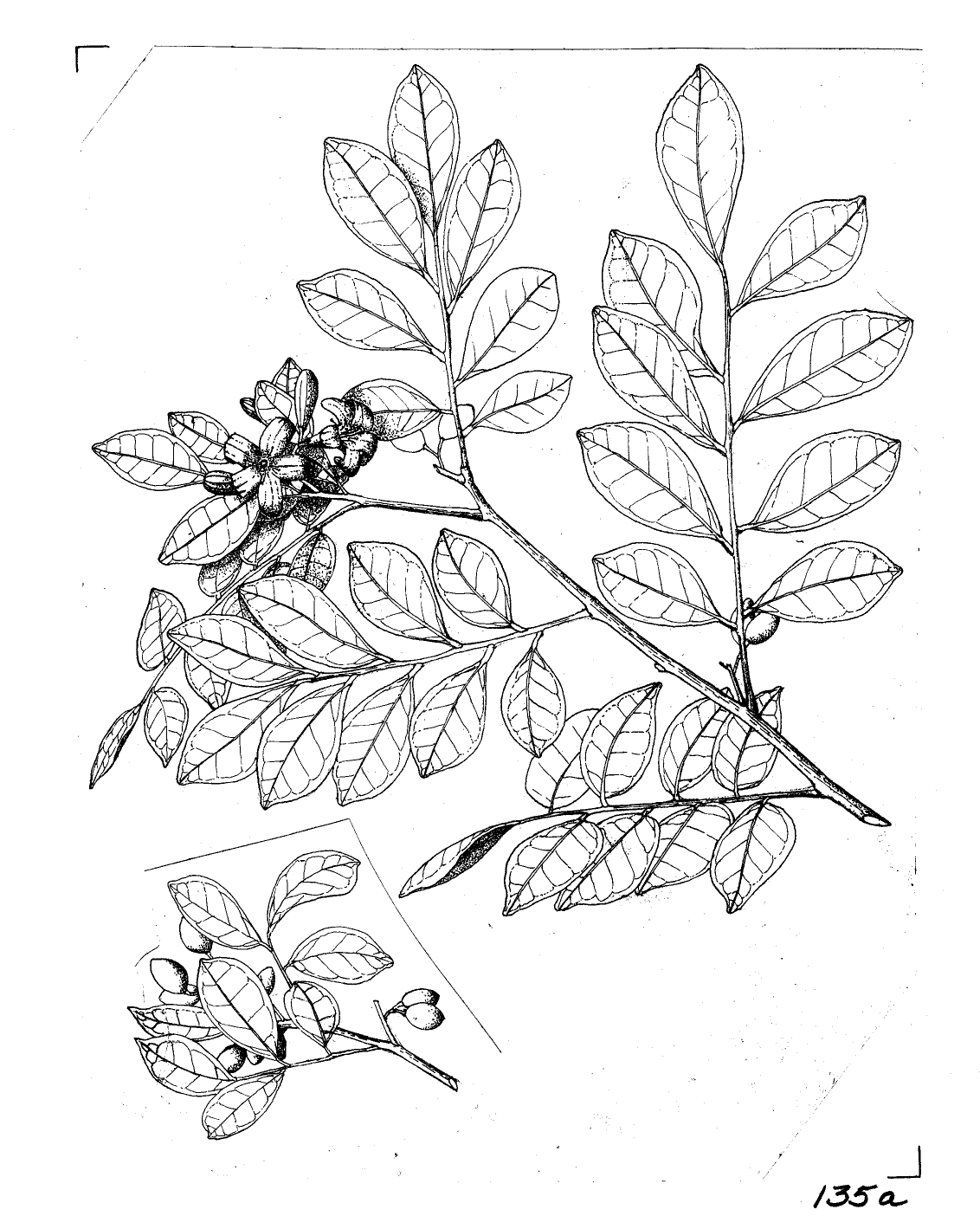
Illustration der Orangenraute (Murraya paniculata)

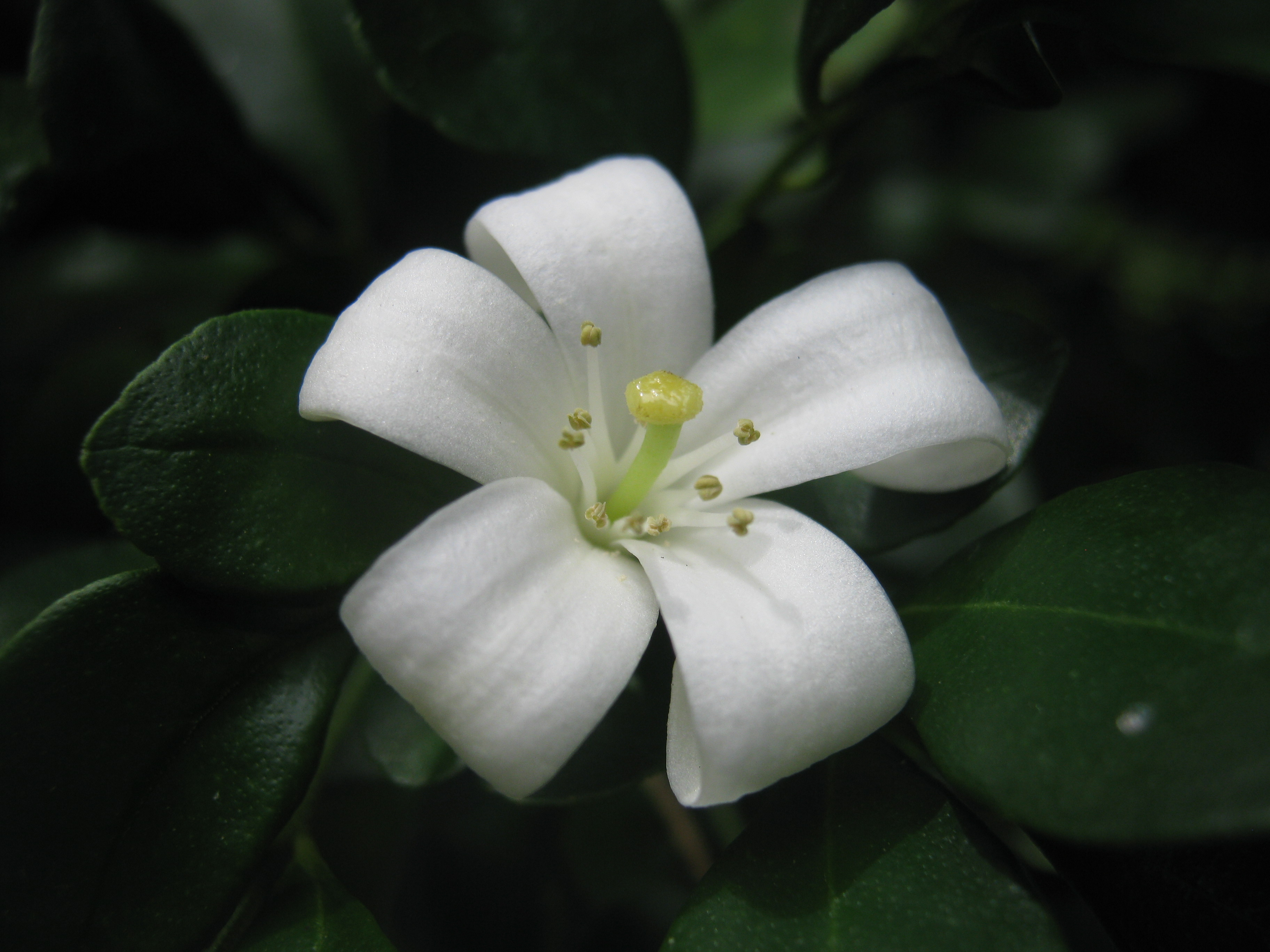
Fünfzählige Blüte der Orangenraute (Murraya paniculata)

### Erscheinungsbild und Blatt
Murraya-Arten wachsen als immergrüne oder selten laubabwerfende (Murraya alternans) Sträucher oder Bäume. Sie enthalten essenzielle Öle. Sie sind unbewehrt und es ist keine zottige Behaarung (Indument) auf den End- und Seitenknospen oder an jungen Blütenständen vorhanden.
Die wechselständig an den Zweigen angeordneten Laubblätter sind in Blattstiel und Blattspreite gegliedert. Die ledrige oder häutigen, aromatischen Blattspreiten sind meist unpaarig gefiedert, manchmal sind sie paarig gefiedert oder auf ein Fiederblatt reduziert und drüsig punktiert. Die seitlichen Fiederblätter sind an der Blattrhachis meist wechselständig, seltener fast gegenständig angeordnet. Die Fiederblätter sind eiförmig, länglich, verkehrt-eiförmig, kreisförmig oder dreieckig. Es liegt Fieder- und Netzaderung vor oder es ist nur eine Blattader vorhanden. Die Blattränder können je nach Art glatt, gekerbt oder gesägt sein. Wenn Nebenblätter vorhanden sind dann sind sie zu Drüsen umgebildet.

### Blütenstand und Blüte
Die Blüten stehen einzeln oder zu wenigen bis vielen in end- und/oder seitenständigen, rispigen oder zymösen beziehungsweise wenigblüten traubigen Blütenständen. Die Blütenknospen sind ellipsoid, breit bis schmal verkehrt-eiförmig oder fast zylindrisch. Über kleinen bis großen Deckblättern stehen die gestielten Blüten.
Die duftenden, zwittrigen Blüten sind radiärsymmetrisch bis schwach zygomorph und vier- oder fünfzählig mit doppelter Blütenhülle. Die vier oder fünf behaarten Kelchblätter sind an ihrer Basis oder bis mehr oder weniger der Hälfte ihrer Länge untereinander becherförmig verwachsen. Die vier oder fünf freien Kronblätter überlappen sich in der Blütenknospe dachziegelartig. Es sind selten fünf, meist acht oder zehn Staubblätter vorhanden, die der zwei Kreise sind unterschiedlich lang. Die freien, behaarten oder kahlen Staubfäden sind mehr oder weniger linealisch und mehr oder weniger gerade. Die Staubbeutel öffnen sich mit einem Längsschlitz. Der Diskus ist ring-, polster- oder säulenförmig. Der zwei bis fünf Fruchtblätter sind zu einem zwei- bis fünfkammerigen Fruchtknoten verwachsen. Die Fruchtwände sind gerade. Jede Fruchtknotenkammer enthält nur ein oder zwei Samenanlagen. Die drei bis sieben Griffel sind so lang wie der Fruchtknoten, können teilweise verwachsen sein und enden in kopfigen oder lappigen Narben.

### Frucht und Samen
Die Beere enthält schleimiges Fruchtfleisch, aber keine Saftschläuche. Das Endokarp ist fleischig. Manchmal ist auf der Frucht der basale Teil des Griffels noch vorhanden.
Die Samen besitzen kein Endosperm. Die häutige oder fleischige Samenschale ist behaart oder kahl. Der gerade Embryo besitzt zwei elliptische, plano-convexe Keimblätter (Kotyledonen), die weder zusammengerollt noch gefaltet sind. Das Hypokotyl ist teilweise von den Keimblättern eingeschlossen. Die Beeren enthalten nur einen bis wenige Samen.

## Ökologie
Die Bestäubung erfolgt durch Insekten (Entomophilie).

## Systematik
Die Gattung Murraya wurde 1771 durch Johann Gerhard Koenig in Carl von Linné in Mantissa Plantarum, 2, S. 554–555 aufgestellt. Typusart ist Murraya exotica L. Synonyme für Murraya J.Koenig ex L. sind: Murraea L., Bergera J.Koenig ex L., Chalcas L. nom. illeg., Claderia Raf., Marsana Sonn., Merrillia Swingle, Nimbo Dennst., Poechia Opiz. Der Gattungsname Murraya ehrt den Arzt und Botaniker Johan Andreas Murray (1740–1791).
Die Gattung Murraya gehört zur Subtribus Merrilliinae aus der Tribus Aurantieae in der Unterfamilie Aurantioideae innerhalb der Familie Rutaceae.
Die Verwandtschaftsgruppe der Tribus Clauseneae mit ihren vier Gattungen Bergera, Clausena, Glycosmis, Micromelum und der Umfang der Gattung Murraya, die ja in einer anderen Tribus, Aurantieae, steht werden kontrovers diskutiert. Also bei den einen Autoren stehen die Arten einer Murraya sect. Bergera in der gleichen Gattung und im anderen Extrem steht die Bergera in einer anderen Tribus.
Der Umfang der Gattung Murraya wurde mehrmals geändert. Die Gattung Murraya enthält je nach Autor vier bis zwölf Arten:
- Murraya alata Drake: Sie kommt in Vietnam und in den chinesischen Provinzen Guangdong, Guangxi und Hainan vor.[11]
- Murraya alternans (Wall. ex Kurz) Swingle (Syn.: Limonia alternans Wall. ex Kurz): Sie kommt in Myanmar vor.[11]
- Murraya crenulata (Turcz.) Oliv. (Syn.: Chalcas crenulata (Turcz.) Tanaka, Glycosmis crenulata Turcz.): Sie kommt in Taiwan, auf Celebes, Java, Luzon, Papua-Neuguinea, Neukaledonien und in Queensland vor.[11]
- Murraya euchrestifolia Hayata (Syn.: Chalcas euchrestifolia Tanaka, Clausena euchrestifolia (Hayata) Kanehira): Sie kommt in China und in Taiwan vor.[11]
- Murraya ovatifoliolata (Engl.) Domin (Syn.: Murraya paniculata var. ovatifoliolata Engl.): Sie kommt in Indonesien und in Australien vor.[11]
- Orangenraute (Murraya paniculata) (L.) Jack (Syn.: Chalcas exotica (L.) Millsp., Chalcas paniculata L., Murraya exotica L.)

Murraya sect. Bergera (J.Koenig ex L.) But & Y.C.Kong besitzt bei manchen Autoren den Rang einer Gattung Bergera J.Koenig (vier bis neun Arten):
- Murraya caloxylon Ridl. ist Merrillia caloxylon (Ridl.) Swingle
- Der Currybaum Murraya koenigii (L.) Spreng. wird von einigen Autoren als Bergera koenigii L. angesehen.[12]

## Ergänzende Literatur
- Sasitorn Siriseree: Taxonomic Clarification of the Genus Clausena Burm.f., Micromelum Blume and Murraya Koen.ex L. (Aurantioideae, Rutaceae) in Thailand. Doktorarbeit 2010 an der Kasetsart University, Volltext-PDF.